# Reina Prinsen Geerligs
Reina Prinsen Geerligs (Semarang, 7 oktober 1922 – Sachsenhausen, 24 november 1943) was een Nederlands schrijfster en verzetsstrijdster tijdens de Tweede Wereldoorlog.

## Levensloop
Prinsen Geerligs had een Joodse moeder, hoewel het joodse geloof geen rol speelde in haar opvoeding. Zij werd in Nederlands-Indië geboren, maar het gezin verhuisde kort na haar geboorte naar Amsterdam. Daar bezocht Prinsen Geerligs het Barlaeus Gymnasium in Amsterdam (ze zat in de klas met Willem Frederik Hermans). Tijdens de Februaristaking in 1941 probeerde zij met verschillende leerlingen een staking te bewerkstelligen. Als beginnend schrijfster maakte ze tijdens de Tweede Wereldoorlog deel uit van de links-radicale verzetsgroep CS-6 (genoemd naar Corellistraat 6 te Amsterdam). Tot deze groep, opgericht door de broers Jan Karel Boissevain en Gideon Willem Boissevain behoorden ook Gerrit Willem Kastein, Truus van Lier, Pam Pooters, Jan Verleun, Leo Frijda, Hans Katan, Sape Kuiper en Louis Boissevain.
De Duitse bezetter nam aan dat Prinsen Geerligs samen met Louis Boissevain achter de aanslag op de politieman Pieter Kaay zat. Zij had deze aanslag na haar arrestatie ook opgebiecht. Waarschijnlijker is dat ze voornemens was om Kaay te vermoorden, maar dat de aanslag is gepleegd door een verzetsgroep uit Kaays woonplaats Enschede. De avond voordat Kaay werd doodgeschoten zou Prinsen Geerligs bij hem thuis zijn langsgegaan, maar van de aanslag hebben afgezien, omdat een van zijn kinderen op schoot zat. Prinsen Geerligs zou een bekentenis hebben afgelegd, omdat voor haar op dat moment de zaak al verloren was, en ze op deze manier voorkwam dat de Duitsers verder zouden zoeken naar de daadwerkelijke daders.
Nadat haar groep werd verraden, werd Reina Prinsen Geerligs op 23 juli 1943 gearresteerd toen zij een pistool kwam brengen bij een CS-6-pand in de Cornelis Krusemanstraat (nr. 79-1). Waarschijnlijk was dit adres doorgegeven door een opgepakt CS-6-lid. Prinsen Geerligs is in het concentratiekamp Sachsenhausen in Oranienburg gefusilleerd.

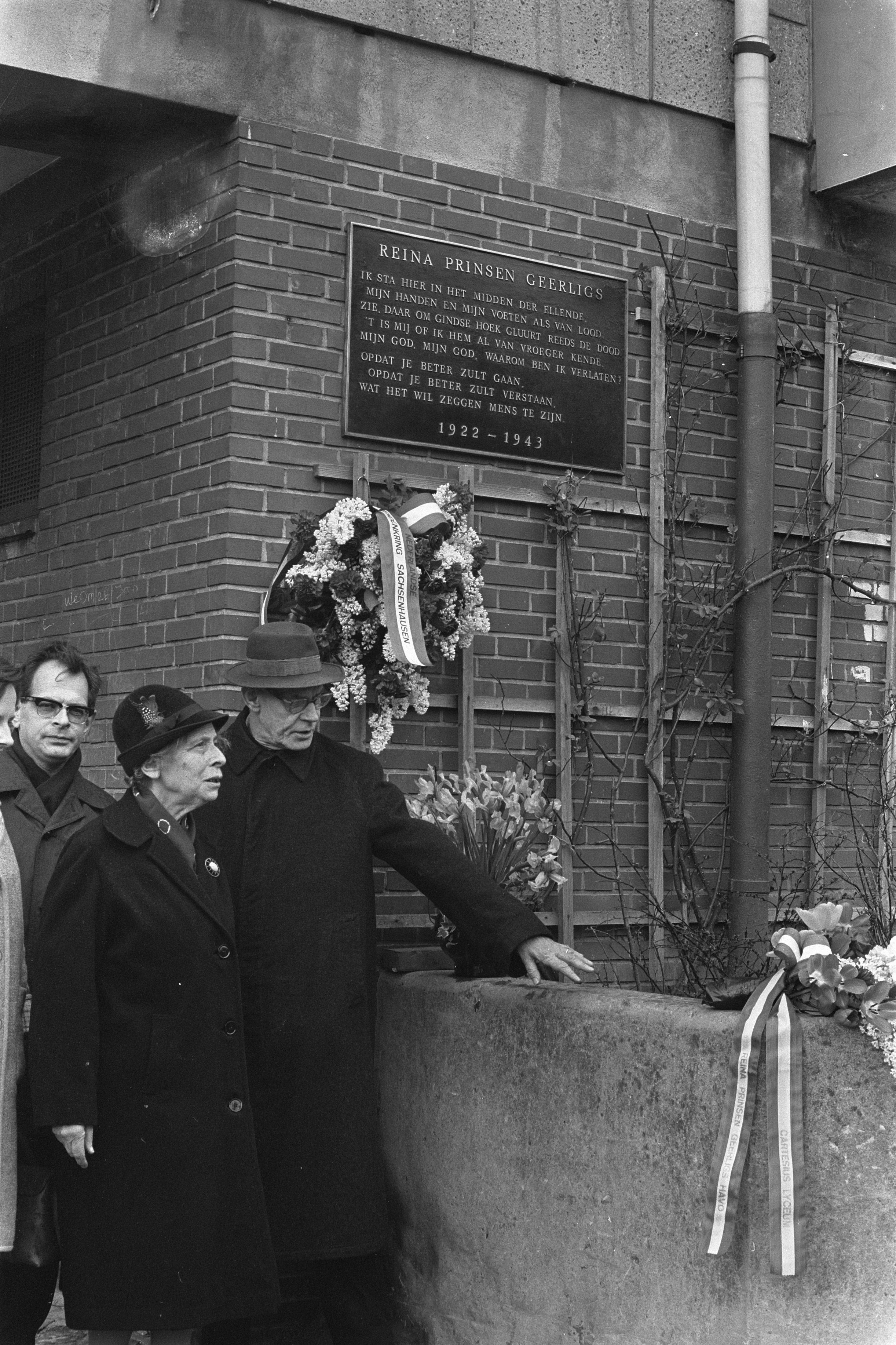
gedenkplaat in Amsterdam

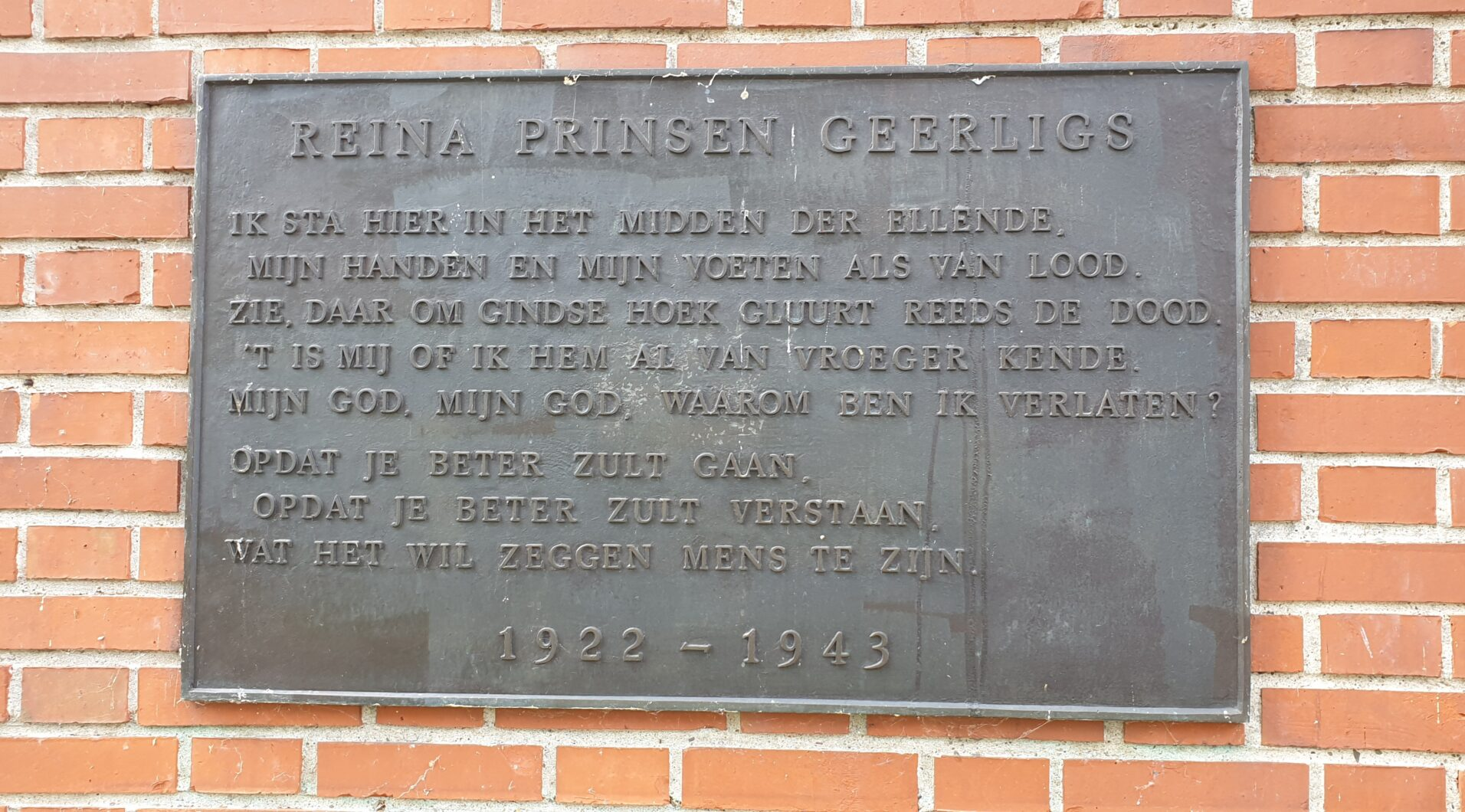
Plaquette voor Reina Prinsen Geerligs in Amsterdam

Haar naam is nu vooral bekend van de Reina Prinsen Geerligsprijs, een literatuurprijs die haar ouders na de oorlog hebben ingesteld voor Nederlandse schrijvers tussen de 20 en de 25 jaar oud. In Pijnacker is de Reina Prinsen Geerligssingel naar haar vernoemd, in Amsterdam de Reina Prinsen Geerligsstraat, in Heerhugowaard de R. Prinsen Geerligstuin, in Spijkenisse het Reina Prinsen Geerligspad en in Hoofddorp de Reina Prinsen Geerligsdreef. In Amsterdam was een mms-, later een havo-school, naar haar vernoemd. Deze school ging later een fusie aan met het Cartesius-lyceum. 

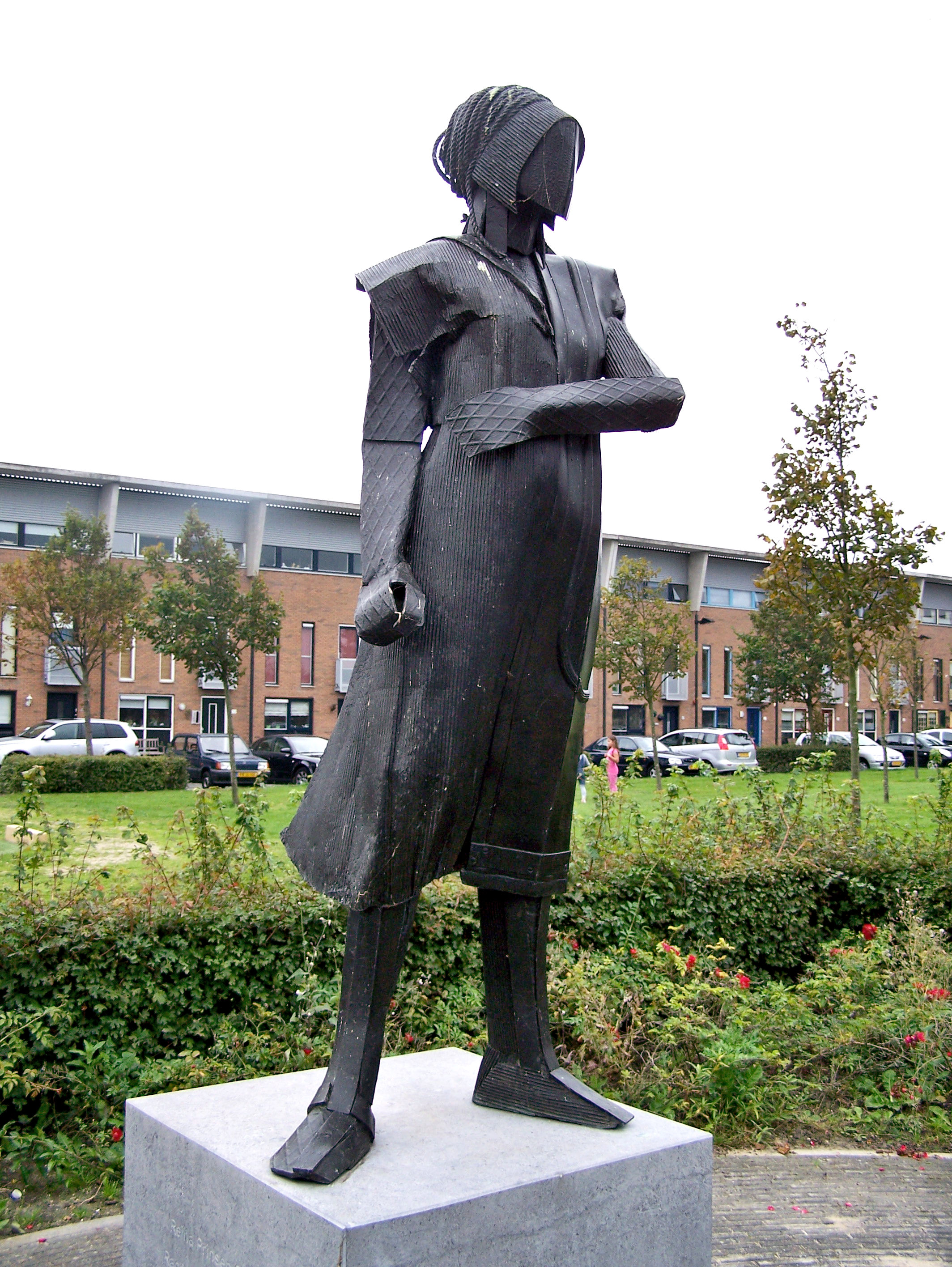
Vrouwen uit het verzet

 In Heerhugowaard is in 1999 het herdenkingsmonument Vrouwen uit het verzet geplaatst dat is vervaardigd door Elly Baltus. In de sokkel staan 22 namen van omgekomen verzetsvrouwen gegraveerd waaronder die van Reina Prinsen Geerligs.